# Berlin Biennale
Berlin Biennale  (die Berlin Biennale für zeitgenössische Kunst) er en international udstilling af samtidskunst der afholdes i Berlin hvert andet år på lige årstal.
Berlin Biennale blev grundlagt i 1998 af Eberhard Mayntz og Klaus Biesenbach. Biesenbach har også grundlagt Kunst-Werke Berlin (KW Institute for Contemporary Art), kunstinstitutionen der arrangerer biennalen. Siden 2004 får biennalen finansiel støtte fra den føderale kulturstiftelse Kulturstiftung des Bundes, og er deretter blevet holdt hvert andet år. Den syvende biennale, i 2012, var den første uden entréafgift og samlede mere end 120 000 besøgende.
Biennalens udstillinger afholdes på forskellige pladser i byen, men har sit centrum på Kunst-Werke Berlin, på Auguststraße 69.
Den niende biennale blev afholdt mellem 4. juni og 18. september 2016, og var kurateret af det New York-baserede kunstnerkollektiv DIS, bestående af Lauren Boyle, Solomon Chase, Marco Roso og David Toro.